# Bogandé (département)
Pour les articles homonymes, voir Bogandé (homonymie).
Pour la ville chef-lieu, voir Bogandé.
Bogandé est un département et une commune urbaine de la province de la Gnagna, situé dans la région Est au Burkina Faso.
- En 2006, le dernier recensement comptabilisait 84 838 habitants[1].

- En 2019, le dernier recensement comptabilisait 128 943 habitants[2].

## Villes et villages
Le département et la commune urbaine de Bogandé se compose d'une ville chef-lieu (données de population du recensement général de 2006) :
- Bogandé (14 929 habitants), divisée en 6 secteurs :

- Secteur 1 (3 420 habitants)
- Secteur 2 (3 294 habitants)
- Secteur 3 (2 401 habitants)
- Secteur 4 (1 627 habitants)
- Secteur 5 (1 728 habitants)
- Secteur 6 (2 459 habitants)

et de trente-six villages dans son espace rural (totalisant 69 909 habitants) :
- Babri (3 668 habitants)
- Banikidi (1 579 habitants)
- Benfoaka (1 772 habitants)
- Boukouin (1 385 habitants)
- Dapili (1 656 habitants)
- Dionfirga (988 habitants)
- Gnimpiendi (1 334 habitants)
- Gorgouin (559 habitants)
- Guitanga (1 205 habitants)
- Hinga (1 074 habitants)
- Kankalsi (1 544 habitants)
- Kierguin (4 604 habitants)
- Kodjoani-Kankalsi (1 201 habitants)
- Kodjoani-Léoura (963 habitants)
- Kohoura (2 063 habitants)
- Komboassi (1 566 habitants)
- Komoassi (2 390 habitants)
- Komonga (1 605 habitants)
- Kossougoudou (1 709 habitants)
- Kottia (1 424 habitants)
- Léoura (2 084 habitants)
- Léoura-Corga (1 487 habitants)
- Nagaré (3 711 habitants)
- Namountergou (1 701 habitants)
- Nindangou (2 814 habitants)
- Ognoadéni (1 166 habitants)
- Ouadangou (3 189 habitants)
- Ouapassi (553 habitants)
- Samou (3 662 habitants)
- Samou-Folga (963 habitants)
- Samou-Gabondi (1 573 habitants)
- Samou-Mama (2 166 habitants)
- Sorgha (1 859 habitants)
- Tanlomo (1 019 habitants)
- Thiargou (1 111 habitants)
- Thiéry (6 562 habitants)